# Cheilly-lès-Maranges
Cheilly-lès-Maranges – miejscowość i gmina we Francji, w regionie Burgundia-Franche-Comté, w departamencie Saona i Loara.
Według danych na rok 1990 gminę zamieszkiwały 394 osoby, a gęstość zaludnienia wynosiła 56 osób/km² (wśród 2044 gmin Burgundii Cheilly-lès-Maranges plasuje się na 533. miejscu pod względem liczby ludności, natomiast pod względem powierzchni na miejscu 1108.).